# Zdislava de Lemberk
Zdislava de Lemberk, anomenada també Zdislava Berka, (1220 - † 1 de gener de 1252) és una santa dominica de l'Església Catòlica, fou una dona d'origen txec, canonitzada el 21 de maig del 1995 pel Papa Joan Pau II.

## Biografia
Zdislava va néixer en una família noble de Bohèmia molt religiosa, el pare es deia Pribislav i la mare, d'origen alemany, Sibilla; tenien quatre fills (o sis segons altres fonts). De jove va fugir al bosc amb el desig de fer-se ermitana, però la trobaren i la feren tornar a casa.
Amb quinze anys van obligar-la a casar-se amb Havel, un noble de la família Lemberk, amb qui tingué quatre fills: Havel, Margarita, Jaroslav i Zadislav. El matrimoni fou difícil en els inicis, atès que les seves obres envers els pobres eren d'extrema generositat, i causa d'enfrontament amb el seu marit. Zdislava solia acollir les persones sense casa al seu castell de Jablonna i Podještědí i s'ocupava personalment dels malalts. Quan els mongols van envair la regió, molta gent va buscar refugi en Zdislava, que els acollí a tots.
Quan el marit, exasperat, volgué fer fora de casa seva un pidolaire malalt, trobà al seu lloc, al llit, Jesús crucificat; això el va deixar tan impressionat que el feu canviar d'opinió sobre les obres de la seva dona, fins al punt de permetre que ingressés en el Tercer Orde de Sant Domènec. Zdislava treballà per la difusió de l'Orde de Predicadors a Bohèmia, i feu que el marit fundés dos convents, un a Turnov i l'altre a Jablonna. Entusiasta dels frares predicadors, suplicà a Sant Jacint de Polònia la seva presència a Bohèmia. Jacint no hi pogué acudir personalment, però hi envià el seu germà de sang i d'orde, el beat Ceslau.
Rebia l'eucaristia cada dia, un costum insòlit per l'època, i està registrat que tenia èxtasis i visions.
Zdislava fou abatuda per una malaltia fatal, encara jove: va morir i va ser sepultada a Jablonna, al convent que havia fundat, el 1252, després d'haver confiat al seu marit i fills que esperava ser de més ajuda a l'altra vida del que ho havia estat en vida. Poc després de la seva mort, el marit tingué una visió d'ella gloriosa, que l'animà en el seu desig de convertir-se.
El seu cos, incorrupte, es conserva a l'església-santuari de Jablonna.
Fou beatificada el 28 d'agost del 1907 per Pius X i canonitzada el 21 de maig del 1995 per Joan Pau II en la seva visita a la República Txeca.